# Landsorganisasjonen i Norge
Landsorganisasjonen i Norge (plus communément LO) est la plus grande et la plus influente des centrales syndicales norvégiennes. Les vingt-quatre unions nationales affiliées à LO totalisent plus de 830 000 membres, sur une population totale de 4,5 millions d'habitants. Si le syndicat est majoritairement composé de cols bleus, la plus importante association membre est l'Union nationale des travailleurs des communes norvégiennes.
Landsorganisasjonen i Norge est membre de la Confédération syndicale internationale.